# Schoorwal van Arabat

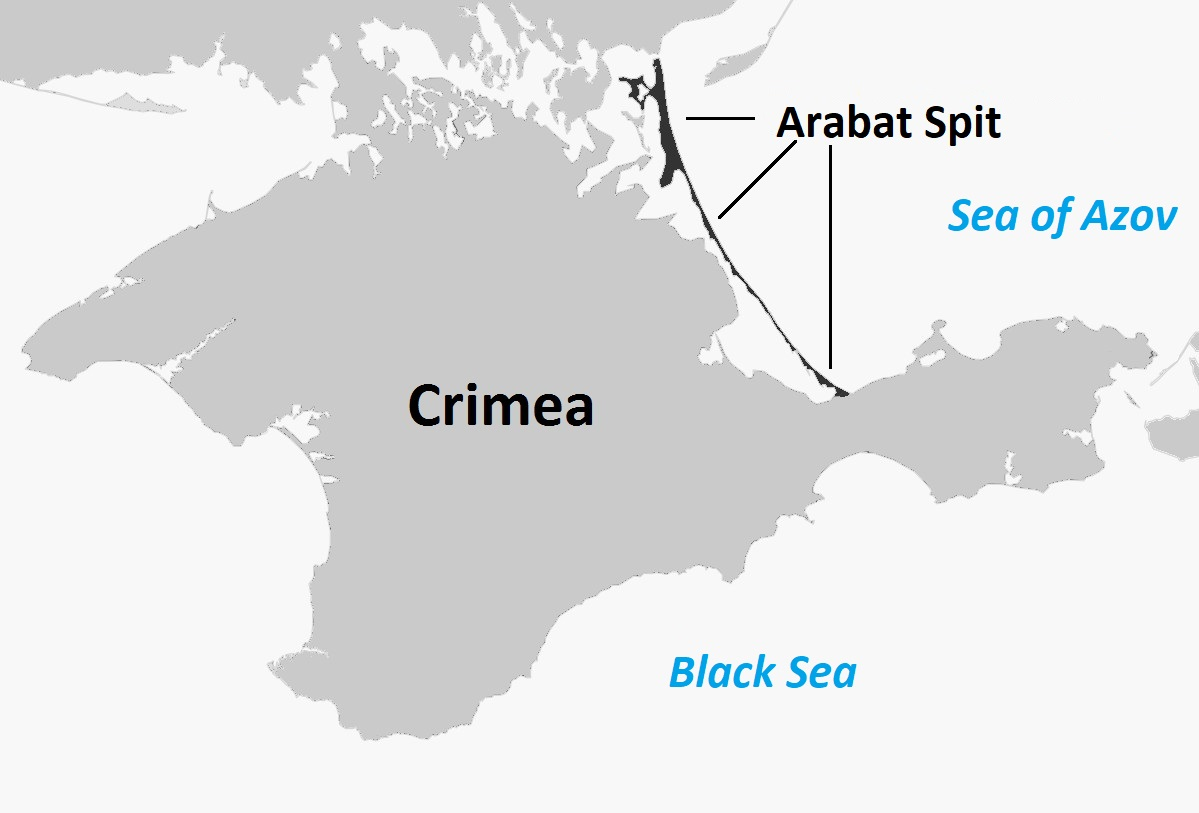

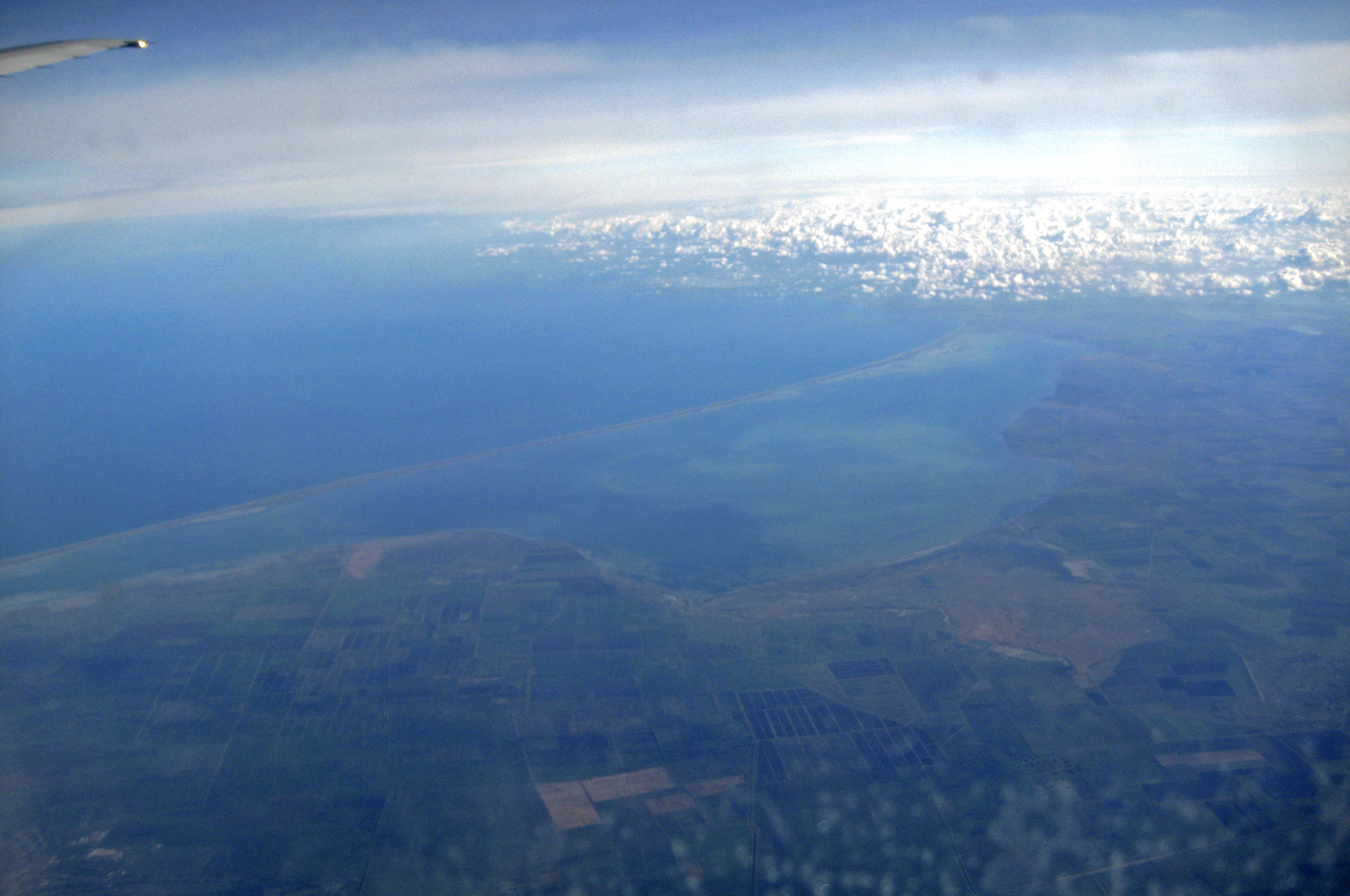

De Schoorwal van Arabat (Oekraïens: Арабатська стрілка; Russisch: Арабатская стрелка; Krimtataars: Arabat beli) is een schoorwal aan de oostkant van de Krim. Dit zandige schiereiland scheidt de Zee van Azov van de Syvasj, een brakke en moerassige lagune. De Schoorwal van Arabat is ongeveer 100 km lang en de breedte varieert van 270 meter tot 8 km.
De schoorwal is op natuurlijke wijze ontstaan door sedimentatie in de 12e eeuw. In 1835 werd er een weg over gelegd voor postkoetsen.
De schoorwal begint bij het schiereiland Kertsj in het zuiden en eindigt tegenover Henitsjesk bij de smalle Straat van Henitsjesk, de enige verbinding tussen de Syvasj en de Zee van Azov.
Tot de Tweede Wereldoorlog was de schoorwal in administratief opzicht een deel van de Krimse ASSR. Nadat de Duitsers verdreven waren, werd het gebied omgevormd tot een oblast van de RSFSR. In 1955, een jaar na de overdracht door Chroesjtsjov van de Krimse oblast aan Oekraïne, brachten de Oekraïners het noordelijke deel van het gebied onder bij de oblast Cherson (de rest van de schoorwal bleef bij de Krimse oblast).
Tijdens de annexatie van de Krim in 2014 werd de schoorwal van Arabat aanvankelijk geheel door Russische troepen bezet, maar in december van dat jaar trokken die zich van het noordelijke deel terug.